# 雨山 (英國)
雨山（英語：Rainhill）是英国默西賽德郡聖海倫斯都會自治市的一个大村庄和民政教區，位於利物浦以東16公里。
雨山原来本属于兰开夏郡，1965年後被劃為默西塞德郡。
在雨山进行过一次很有名的决定新利物浦-曼彻斯特铁路设计的比赛。这是世界上第一条连接两座城市的铁路，它经过雨山。这个1829年的雨山比赛最后决定斯蒂芬森火箭被选为世界上第一台“现代”蒸汽機車。

## 历史

### 早期历史
早在诺尔曼人时期就已经有雨山的纪录了。它的名字可能来自于古英语中的人名或者。估计在末日审判书成书的时期左右雨山是一座城市的一部分。1246年的纪录说雨山的罗杰逝世后城市被分给他的两个女儿。
18世纪末一个农民的四个天主教儿子决定到利物浦去赚钱。1800年他们当中的一个决定打入马车生意。他和他的一个哥哥的生意发展迅速，到1820年他占据了利物浦马车生意的一大部分。他每天提供14次利物浦与曼彻斯特之间的马车服务。雨山被选为这条道路上的第一站。他在这里建立了一个设施。据信当时设施中至少有240匹马，加上车夫、工匠和兽医。
他开始在雨山买地。1830年他在雨山周围拥有1.1平方公里的地。1824年他在马车站的对面建造了雨山大厦，并在周边建造了美丽的公园。从1923年开始这幢房子属于耶稣会。

### 工业革命

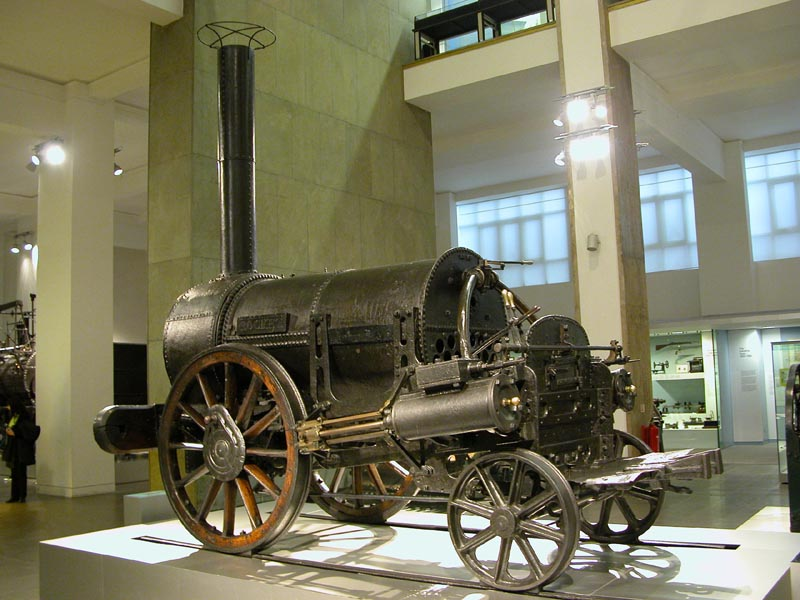
保存的斯蒂芬森火箭

1829年在雨山进行了雨山比赛。一系列火车头比赛来决定哪个适用于新建造的利物浦至曼彻斯特的铁路。最后乔治·史蒂芬生设计的斯蒂芬森火箭获胜。1979年比赛的150周年日一个火车游行经过雨山，其中包括当时参赛的火车头以及获胜者的复制品。

### 维多利亚时代
在维多利亚时代著名的连环杀人犯弗雷德瑞克·贝瑞·汀尼在这里作案。1892年3月一个妇女和她的四个孩子的尸体在当地一幢楼的水泥里被发现。
导致这个发现的事件开始于在雨山举行的一次婚姻。汀尼自称阿尔伯特·威廉斯并自称是军官，与当地的一名妇女结婚。婚后两人移居到澳大利亚墨尔本。在那里汀尼杀害了他的妻子并把她埋在厨房的地下。维多利亚警察局向苏格兰场接触要求信息。根据他们获得的信息苏格兰场搜索了据称是汀尼的妹妹住的房子。结果发现实际上她是汀尼的第一任妻子。她和三个孩子的喉咙被割开，还有一个孩子被绞死。汀尼在墨尔本被绞死。他在雨山的房子被出售，后来被纵火烧毁。1990年代末和2000年代初被最终拆除。今天那里建造了小的房屋。受害者被葬在当地圣安教堂的墓地里。但是他们的墓碑被人偷走，今天他们的墓上没有墓碑。

## 地理

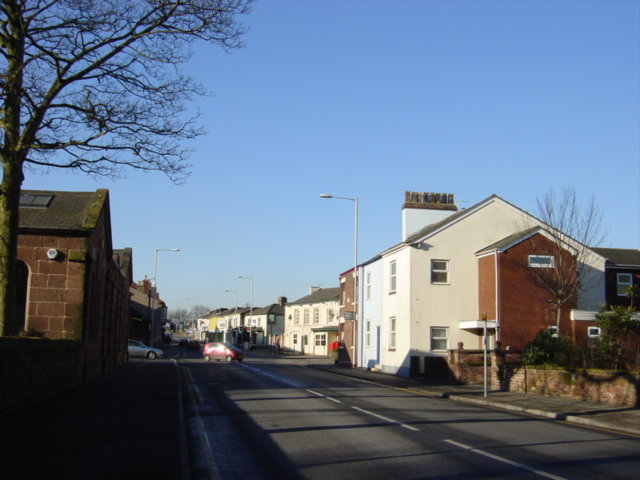
雨山村中心

雨山村位于普雷斯科特以东2.4千米，默西賽德郡圣海伦南西南4.5千米，胡顿东北东6千米和利物浦市中心以东15千米。

### 雨山弯
雨山最南部的地方叫雨山弯。M62机动车道和A570高速公路的交叉口也叫雨山弯。
沃林顿路是连接利物浦、普雷斯科特、沃林顿和雨山的一条重要街道。雨山弯是这条路上的一个关键点。
1753年从利物浦去往普雷斯科特的收费公路建成，后来它被延伸到雨山和沃林顿。在雨山弯处有一个收费点。

## 景点
雨山有数座教堂，它们各属于不同的教会。

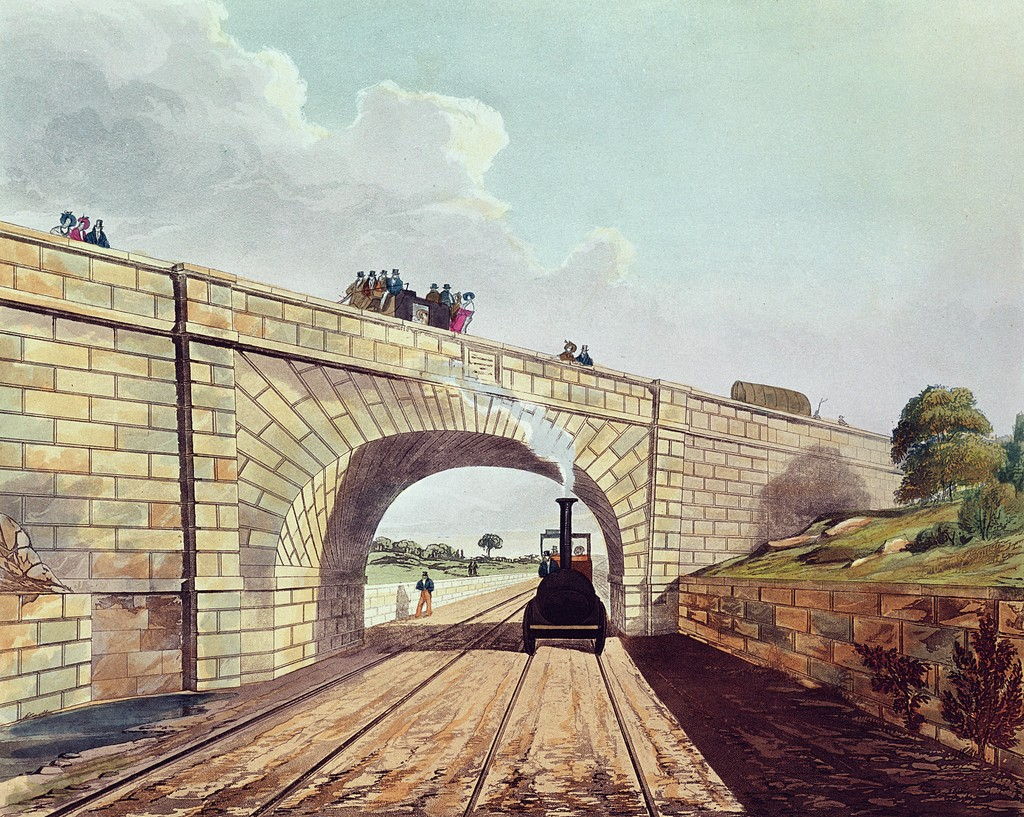
1831年铜版画的斜桥

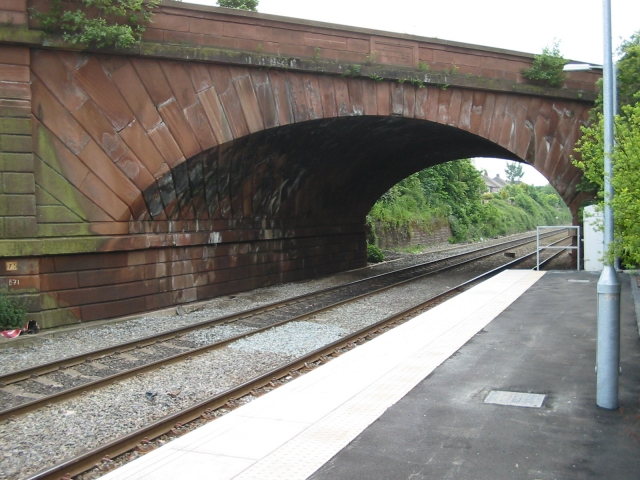
今天的斜桥

村的一个名胜是乔治·史蒂芬生的斜桥。这座沙石建的斜拱桥上面是主要公路，下面是铁路。它的名字来自于桥与下面的铁路之间不寻常的斜角。这是世界上第一座有斜角的铁路桥。为了使得更多交通可以通过，后来桥被拓宽。拓宽时桥上向行人提供去往沃林顿、普雷斯科特和利物浦的距离的里程碑被移到桥的另一边，因此里程碑的箭头指向错误的方向。2005年里程碑又被还原到原来的一边，使得错误被校正。

## 经济
雨山主要是一个居住区，这里主要是在利物浦上班的人居住，也有些人在圣海伦和威德尼斯上班。雨山的南部主要是半连接和连接在一起的住房。在斜桥的北部的住房各种各样，有半连接的住房也有单个的住房。总的来说雨山的建筑物混合有现代的、两战之间的和维多利亚时代的。
雨山有一些医疗中心，其中最大和最著名的是史葛诊所。行刺披头四成员乔治·哈里森的迈克尔·亚布拉姆被判刑后曾在这里受治疗。世界上最大的精神病院也曾经在雨山。1911年12月该院内有1990名病人。这座医院于1991年被拆除。今天当地是公寓和一座养老院。

## 运输
雨山火车站是利物浦市内铁路的一个车站。
利物浦的公共汽车也定点开到雨山。
所有雨山的公共交通都是由默西賽德郡乘客运输管理的。

## 教育

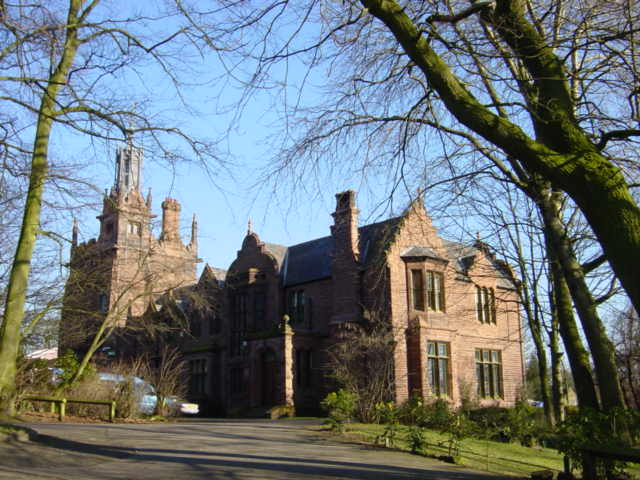
Tower College

雨山有四座小学和一座中学。此外村里还有一座私费学校提供三至16岁的孩子的教育。

## 体育
雨山有数个体育俱乐部。孟加拉国板球国家队的队长穆罕默德·亚什拉夫尔曾经于2006年在雨山板球俱乐部上场。

## 居民和文化
雨山是一个市郊地区，这里的居民主要是家庭或者老人。
从2010年至2011年犯罪率降低了3.6%，但是盗车提高了33%、药物滥用提高了9%、纵火和破坏提高了3%。
雨山的中心有一些餐馆。这个区域主要是居住区，但是也有少数工业企业。

## 名人
- 梅兰妮·奇斯霍姆，歌手，在雨山长大[21]
- 弗兰克·科特雷尔·博伊斯，作家，在雨山长大[22]
- 大卫·叶茨，演员，在雨山长大[23]
- 伊安·诺兰，足球运动员，生活在雨山
- 斯蒂夫·科贝尔，足球运动员，在雨山长大和生活过
- 苏·史密斯，足球运动员，生活在雨山
- 阿兰·阿考特，足球运动员
- 拉希姆·斯特林，足球运动员，在雨山上中学